# Luxemburg als Jocs Olímpics d'estiu de 1992
El Luxemburg va participar en els Jocs Olímpics d'Estiu de 1992 a Barcelona (Catalunya). El Comitè Olímpic Luxeburguès va enviar sis esportistes, cinc homes i una dona a la capital català per competir en 6 disciplines esportives.
El nedador Yves Clausse va ser el abanderat de Luxemburg a la cerimònia d'obertura.
Els atletes luxemburguesos no van obtenir cap medalla.

## Atletes
| Esport      | Homes | Dones | Total |
| ----------- | ----- | ----- | ----- |
| Judo        | 1     | 0     | 1     |
| Natació     | 1     | 0     | 1     |
| Tir         | 3     | 0     | 3     |
| Tir amb arc | 0     | 1     | 1     |
| Total       | 5     | 1     | 6     |

## Natació
Vegeu Natació als Jocs Olímpics d'estiu de 1992
| Esportista   | Prova                | Eliminatòria | Eliminatòria | Semifinal        | Semifinal        | Final            | Final            |
| Esportista   | Prova                | Resultat     | Posició      | Resultat         | Posició          | Resultat         | Posició          |
| ------------ | -------------------- | ------------ | ------------ | ---------------- | ---------------- | ---------------- | ---------------- |
| Yves Clausse | 50m lliures masculí  | DSQ          | DSQ          | No es classificà | No es classificà | No es classificà | No es classificà |
| Yves Clausse | 100m lliures masculí | 51.47        | 6            | No es classificà | No es classificà | No es classificà | No es classificà |
| Yves Clausse | 200m lliures masculí | 1:54.45      | 4            | No es classificà | No es classificà | No es classificà | No es classificà |